# مسار تنموي
المسار التنموي   هو إطار نظري لفهم وتحليل كيف تشكل الثقافة نمو الطفل. وتم تطوير هذا الإطار من قِبل تشارلز إم سوبر وسارة هاركنس. ويرتبط الإطار نظريًا ويشارك بعض الأصول مع  «المسار الثقافي البيئي» الخاص بوايزنر و«المسار الصغير التنموي» الخاص بويرثمان.

## الوصف
هناك مبدآن شاملان يعكسان الإطار في الأنثروبولوجيا الثقافية وعلم النفس التنموي: 
1. يتم تنظيم بيئة الطفل بطريقة غير تعسفية كجزء من النظام الثقافي
2. الميول الخاصة بالطفل، بما في ذلك مجموعة معنية من السمات والمزاج والمهارات والقدرات، تؤثر على عملية التنمية.

يُنظر إلى المسار التنموي باعتباره مركبًا من ثلاثة نظم فرعية متفاعلة:
1. البيئات المادية والاجتماعية - ما هي هوية الموجود وما هي الإمكانات التي يتم توفيرها من قِبل الفضاء المادي
2. عادات وممارسات تربية الأطفال - سبل التنشئة والترفيه والتثقيف وحماية الطفل الموروثة والمقتبسة
3. علم نفس مقدمي الرعاية، لا سيما النظريات العرقية الأبوية لتنمية الطفل وتربيته، والتي تلعب دورًا توجيهيًا في الممارسات الفعلية.

والنظم الفرعية الثلاثة للمسار التنموي - البيئات والعادات وعلم نفس مقدم الرعاية - تشترك في وظيفة مشتركة لإدراج التجربة التنموية للطفل في الثقافة الأوسع. هناك ثلاث نتائج ملازمة تُعتبر ذات أهمية خاصة لدمج البحث بشأن هذه المكونات:
1. تعمل المكونات الثلاثة للمسار التنموي جنبًا إلى جنب مع التنسيق القوي وإن كان غير مكتمل كمنظومة. وبالتالي على سبيل المثال، في البيئة الثقافية المستقرة، تعكس عادات الرعاية النظريات العرقية الوالدية بشأن الطفل وتحظى بمزيد من الدعم من خلال البيئات المادية والاجتماعية للحياة اليومية. في ظروف التغير الاجتماعي السريع أو الهجرة، سوف يكون هناك قدر أكبر من الاتساق بين النظم الفرعية، ولكن يمكن للمرء أن يرى عادة عمليات التماثل في العمل في سياق تغيير المعتقدات والممارسات.
2. يتم تضمين كل نظام فرعي من النظم الفرعية الثلاثة للمسار وظيفيًا في جوانب أخرى من الإيكولوجيا البشرية بطرق محددة ومميزة؛ بعبارة أخرى، تعمل النظم الفرعية الثلاثة كأنها قنوات رئيسية والتي من خلالها يتأثر المسار، باعتباره نظامًا مفتوحًا، بالقوى الخارجية. ويمكن أن يكون أي من المكونات الثلاثة مسارًا رئيسيًا للتأثير. وقد يؤدي التغيير الاقتصادي أو الاجتماعي إلى خلق بيئات جديدة للأطفال، على سبيل المثال، قد يؤثر التغيير التاريخي في القيم الاجتماعية أو في ما يعتبره «الخبراء» والجمهور بشكل عام بمثابة «تربية جيدة» بشكل مباشر على النظريات العرقية الأبوية، وبالتالي تفعيل التغيير في عادات الرعاية وبيئاتها.
3. يشترك كل نظام فرعي من النظم الفرعية الثلاثة للمسار في عملية اقتباس متبادلة مع كل طفل. وبالتالي، يؤثر سن الطفل وجنسه ومزاجه ومواهبه على الوالدين والآخرين في المسار، بما يؤدي إلى تعديل التوقعات الثقافية والفرص الخاصة بالطفل في وقت من الأوقات.

يبين إطار المسار التنموي نوع التنظيم المنهجي الذي توفره الثقافة - التنظيم البيئي الذي يؤكد بشكل متكرر على «الرسائل» الرئيسية للثقافة. وتُعتبر هذه النوعية، التي تُسمى «التكرار المعاصر» مهمة لاكتساب المهارات والقيم حيث إنها تقدم فرصًا متعددة لتعلم نفس الشيء، سواء كان هذا الشيء هو القراءة أو رعاية الآخرين أو إيصال المشاعر أو قيمة «الاستقلال». وتفصيل الموضوعات على مدار مسار الوقت التنموي يعزز الدروس المستفادة في وقت سابق ويعيد طرحها في شكل أكثر ملاءمة لمواجهة تحديات النضج المتزايد. كوسيلة تنظيمية للبيئة، تضمن الثقافة تفصيل نظم المعاني الرئيسية بالطرق الملائمة في مراحل مختلفة من النمو، وأن التعليم يحدث عبر النطاقات السلوكية ودرجات مختلفة من الوقت. ومن خلال هذه الموضوعات الثقافية تعمل البيئة بأقصى تأثيرها على النمو.